# 8009 Beguin
8009 Beguin este o planetă minoră (asteroid), cu un diametru de 5,895 km, din centura de asteroizi. A fost descoperită pe 25 ianuarie 1989 la observatoire de la Côte d'Azur⁠(d) de Christian Pollas. 
Obiectul prezintă o orbită caracterizată de o semiaxă mare de 2,7730713 UAi, o excentricitate de 0,16, o înclinație de 36,4845 ° în raport cu ecliptica.